# Hysterostomella tenella
Hysterostomella tenella är en svampart som beskrevs av Syd. & P. Syd. 1912. Hysterostomella tenella ingår i släktet Hysterostomella och familjen Parmulariaceae.   Inga underarter finns listade i Catalogue of Life.